# Capul călugărului
Capul călugărului (Leontodon pseudotaraxaci - Schur) este o plantă erbacee din familia Asteraceae, subfamilia Cichorioideae.

## Descriere
Capul călugărului este asemănătoare păpădiei. Tulpina este scundă și dreaptă, înaltă de 50–100 mm, fără frunze. În partea superioară îngroșată are peri negri zbârliți. La capătul tulpinii este un singur capitul cu flori galbene aurii cu un involucru acoperit cu peri negri. Înflorește în lunile iulie-august.
Frunzele sunt alungite și cresc numai la baza tulpinii, ele sunt spintecate în câțiva dinți mari.

## Răspândire
În România crește în munții Carpați, prin locuri pietroase și pășuni.